# Daniel Stålhammar (neurokirurg)
Daniel Anders Stålhammar, född 22 juli 1940 i Malmö Sankt Petri församling, död 2 maj 2012 i Örgryte församling i Göteborg, var en svensk läkare (neurokirurg) och medicinsk forskare.
Efter studentexamen och en tid som student på Chalmers tekniska högskola läste han från 1961 medicin vid Göteborgs universitet. Han blev medicine kandidat 1963, medicine licentiat 1968  och fick sin legitimation samma år. Han disputerade 1974 på avhandlingen Experimental brain damage from fluid pressures due to impact acceleration. Han var överläkare i neurokirurgi på Sahlgrenska sjukhuset i Göteborg samt docent vid Göteborgs universitet.
Han var son till läkaren och tandläkaren Daniel Stålhammar och Margit, ogift Lindelöw. Han var första gången gift 1966–1987 med professor Mall Stålhammar (ogift Mölder, 1943–2020) och andra gången 1994 med operationssjuksköterskan Catharina Stålhammar (ogift Ståhl, född 1962).
Daniel Stålhammar är begravd på Östra kyrkogården i Göteborg.